# Friendica
Friendica (voorheen Friendika) is opensourcesoftware voor fediverse sociaalnetwerksite die bestaat uit meerdere (gedistribueerde) grotere en kleinere websites/webservers. Met nadruk op uitgebreide privacyopties en een eenvoudige serverinstallatie probeert Friendica ook zo veel mogelijk andere sociaalnetwerksites te integreren.

## Mogelijkheden
Friendica zegt decentraal van opzet te zijn, open source, veilig, modulair, uitbreidbaar met plug-ins en thema's, onafhankelijk en federatief. Voor statusberichten maakt het gebruik van de open standaard oStatus. Gebruikers kunnen contacten integreren vanuit Facebook, Twitter, Tumblr,  GNU social en andere diensten. Communicatie met deze diensten vindt, wanneer mogelijk, in beide richtingen plaats. Er is ook een mogelijkheid om bepaalde e-mailcontacten te integreren. Daarnaast kan er tegelijkertijd op blogs zoals WordPress gepubliceerd worden. Dit kan allemaal per bericht of standaard ingesteld worden. Uniek is om een e-mailadres als een normaal sociaalnetwerkcontact te behandelen.
Statusberichten en dergelijke kunnen gedeeld worden met iedereen, alleen bepaalde aangemaakte groepen of alleen bepaalde contacten. Er kunnen ook verschillende profielen aangemaakt worden voor verschillende groepen contacten. Naast het aanmaken van een normaal persoonlijk gebruikersaccount, kan men ook kiezen voor andere soort accounts, zoals eentje voor groepen met bepaalde interesses, waardoor er een soort forum ontstaat, of voor beroemdheden.
Naast de mogelijkheden voor mensen om zich aan te melden op een vrij te gebruiken Friendica-site, die door vrijwilligers worden beheerd, kunnen ze ook voor een eigen Friendica-installatie kiezen.

## Installatie en softwareontwikkeling
De softwareontwikkelaars proberen de installatie van de serversoftware zo eenvoudig mogelijk te houden voor gebruikers met weinig technische kennis. Het idee hierachter is dat decentralisatie met hulp van kleine servers een belangrijke waarborg is voor online vrijheid en privacy. Friendica kan meestal ook geïnstalleerd worden op shared hosts, op net zo'n eenvoudige manier als een WordPress-installatie.
Er staat bewust geen bedrijf of corporatie achter Friendica. De softwareontwikkelaars zijn allemaal vrijwilligers en het project wordt, met hulp van Friendica zelf, op informele wijze geleid.

## Vermeldingen
Het Duitse computermagazine c't schreef in februari 2012: “Friendica laat zien dat gedecentraliseerde sociale netwerken een groot succes kunnen worden.” In maart 2012 vermeldde het Duitse vaktijdschrift t3n Friendica als een Facebook-rivaal in een online artikel over alternatieven voor Facebook. Het blad vergeleek Friendica met vergelijkbare projecten zoals diaspora* en identi.ca. De Free Software Foundation Europe noemt Friendica een alternatief voor van bovenaf gecontroleerde en commerciële sociale netwerken zoals Facebook en Google+.

## Hubzilla
In 2012 maakte Mike Macgirvin een nieuw project bekend, "Red" (Spaans voor "netwerk"). In december dat jaar droeg hij de ontwikkeling van Friendica aan de gemeenschap over. Red werd al snel hernoemd naar Redmatrix, om de vindbaarheid te vergroten. In de loop van de ontwikkeling kwamen er enkele problemen naar voren en Macgirvin besloot een deel te gaan herschrijven. In de zomer van 2015 werd er (door de gemeenschap) besloten om deze nieuwe generatie van Redmatrix (3.0) te hernoemen naar Hubzilla. In december dat jaar kwam Hubzilla 1.0 uit.
De kern van Hubzilla is het nieuw ontwikkelde protocol "Zot". Dit zorgt ervoor dat hubs niet alleen op een decentrale manier met elkaar kunnen communiceren, maar onder andere ook dat privacy-permissies onderling kunnen worden uitgewisseld. Tevens is het hierdoor mogelijk om meerdere kopieën (klonen) van iemand zijn connecties en content (een kanaal) op verschillende hubs te hebben, waardoor censuur vrijwel onmogelijk wordt. Volgens de makers moet het op meest uiteenlopende systeemconfiguraties kunnen draaien. Hubzilla bevat naast een sociaal netwerk, onder meer een publicatieplatform, CMS, een agenda en cloud-functies.